# Gran Est
El Gran Est (francès: Grand Est) és una regió administrativa de França creada després de la reforma territorial de 2014 per la qual es van fusionar les regions prèvies d'Alsàcia, de Xampanya-Ardenes i de Lorena.
L'àrea comprèn 57 433 km² i tenia 5 548 955 habitants (població oficial de 2012). Va ser operativa després de les eleccions regionals de desembre de 2015. La ciutat més gran és Estrasburg que és la capital de la regió.
Aquesta nova regió administrativa consolida les regions culturals i històriques d'Alsàcia (Ducat d'Alsàcia, Decàpolis, Alta Alsàcia, Baixa Alsàcia, República de Mulhouse), Lorena (Ducat de Lorena, Grand-Lorena i govern-Barrois) i la part oriental de l'antiga província de Xampanya. Culturalment, aquesta nova regió es divideix entre una zona de tradició llatina i l'àrea de la tradició germànica (Alsàcia i Mosel·la de parla alemanya). Alsàcia i Mosel·la també estan subjectes a una legislació local heretada dels diferents períodes històrics que preval sobre el dret general francès.